# Berchères-Saint-Germain

Berchères-Saint-Germain este o comună în departamentul Eure-et-Loir, Franța. În 1 ianuarie 2022 avea o populație de 898 de locuitori.